# Stormbringer (gioco)

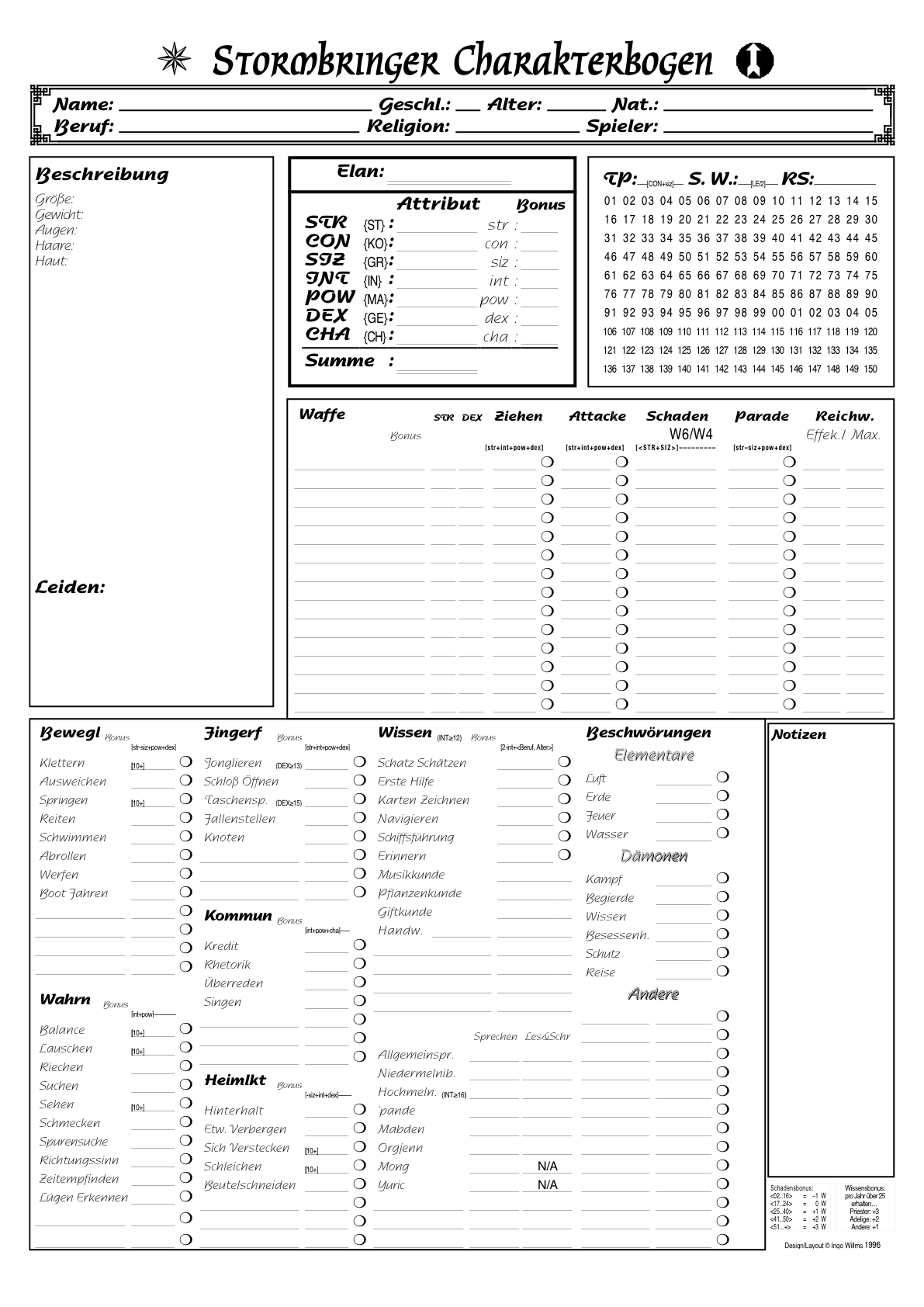
Scheda dei personaggi del gioco

Stormbringer è un gioco di ruolo dark fantasy, ambientato nell'universo della saga di Elric di Melniboné creata da Michael Moorcock, pubblicato dalla Chaosium negli Stati Uniti e dalla Stratelibri in Italia.
Stormbringer, che significa letteralmente "Portatrice di tempeste" (dall'inglese), è il nome della spada dell'eroe.
Il sistema di gioco è simile a quello de Il richiamo di Cthulhu nella versione Chaosium, basato sul dado da 100. Stormbringer si caratterizza per un utilizzo della magia molto diverso da quello di Dungeons & Dragons o di altri classici giochi di ambientazione fantasy: tutte le azioni legate alle scienze occulte sono basate sull'evocazione/incorporazione/controllo di demoni ed elementali.
Caratteristica che differenzia il gioco dai suoi simili è la totale aleatorietà con cui il personaggio di ciascun giocatore viene generato. Statistiche fisiche e mentali, professione, nazionalità e abilità base sono tutte decise da tiri di dado, rendendo il processo totalmente casuale.
Nel gioco compaiono anche personaggi non menzionati nel libro, quali il potente stregone melniboneano Vynar, l'astuto assassino di Vilmir Pirotase e l'affascinante guerriera della Solitudine Piangente Corinna.